# Graswolfspin
De graswolfspin (Pardosa nigriceps) is een spin die behoort tot de wolfspinnen. De soort komt voor Europa.
De mannetjes hebben karakteristiek zwarte palpen vanwege een dikke haarbedekking. Mannetjes zijn 4-5 mm groot, de vrouwtjes zijn groter, 5-7 mm, en hebben een groter achterlijf. De spin jaagt meestal op lage vegetatie en struiken.